# Капоэйра Ангола

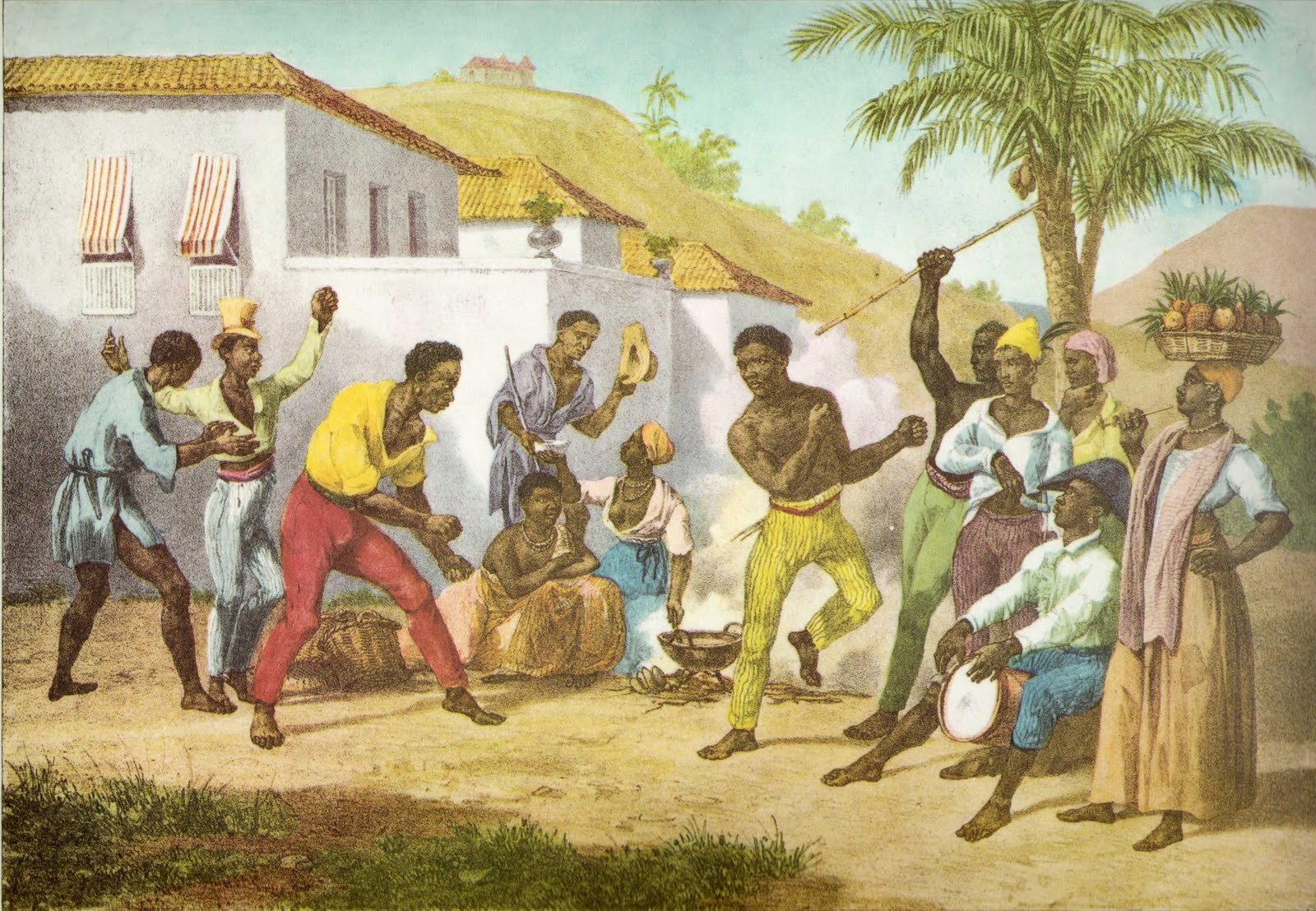
«Capoeira or the Dance of War» («Капоэйра или танец войны»).
Картина художника Johann Moritz Rugendas (1793—1838). Создана в 1825 году, опубликована в 1835-м

Капоэйра Ангола (порт. Capoeira Angola) — традиционный стиль бразильского национального боевого искусства капоэйра. Как правило, представляет собой ритуализированный поединок-игру, совмещающий в себе элементы борьбы, акробатики и музыки. В настоящее время является одним из важнейших аспектов культурного наследия Бразилии.

## История

### Нголо

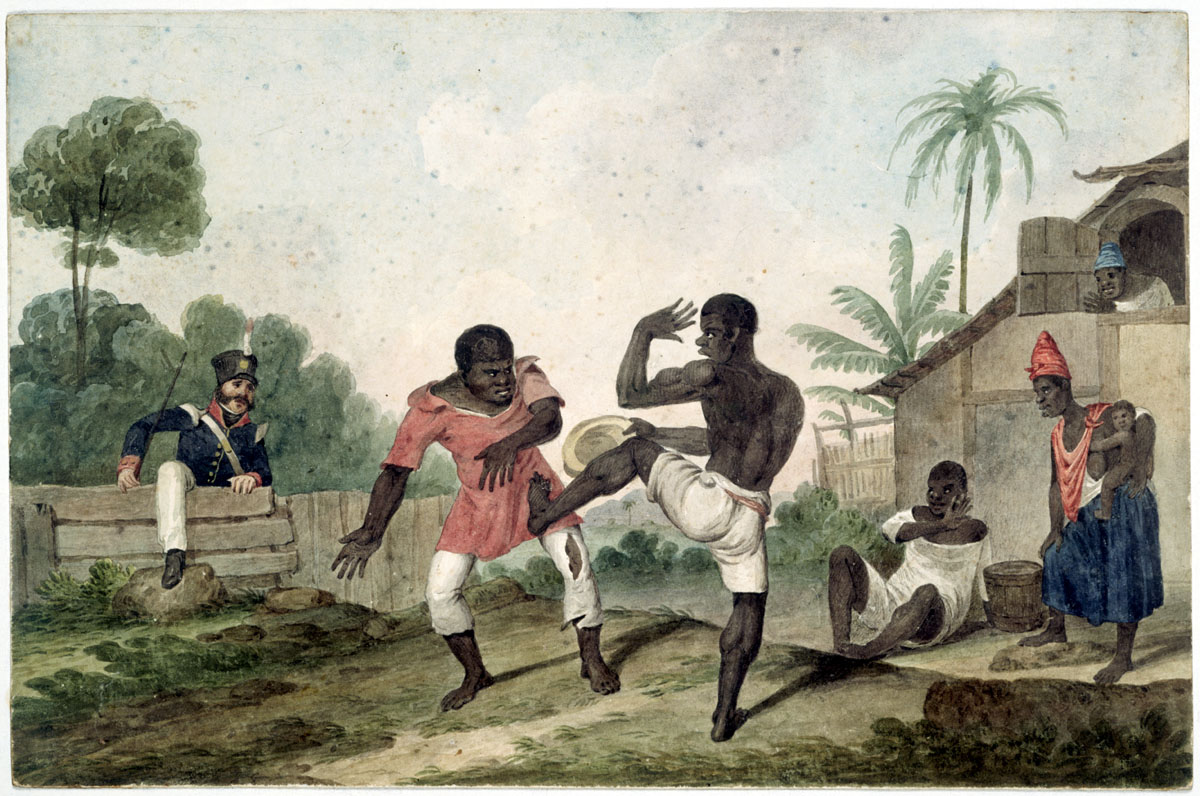
«Negroes Fighting». Картина художника Augustus Earle (1793—1838). 1822 год, акварель

Капоэйра своими корнями уходит в традиционные культуры центральной и восточной Африки, завезенные в Бразилию в результате трансатлантической работорговли XVI—XVIII веков. Версии происхождения капоэйры как таковой — в её современной форме — различаются. Одна из самых популярных версий была озвучена в 1965 году Албано Невес и Соуза (порт. Álbano Neves e Sousa). Эта версия была принята и развита Луишом да Камара Кашкуду (порт. Luís da Câmara Cascudo) в его книге 
…Живя вдали от родины почти в течение века, чёрные рабы потеряли какую-либо надежду вернуться в Африку. Они признали эту землю — Кубу — своей землёй, своим домом. Однако процесс «окубинивания» чёрных рабов, происходящий в тяжелейших условиях рабства, никоим образом не затронул испанцев. Иначе говоря, чёрные становились афрокубинцами, в то время как белые продолжали оставаться испанцами. У испанцев была возможность поддерживать прямой контакт со своей родиной — Испанией, где у них оставались семьи, и с которой они были связаны культурно и традициями, поэтому на Кубе они продолжали оставаться иностранцами…
«Фольклор Бразилии» («порт. Folclore do Brasil»)в 1967 году.
Эта теория касается танца африканских воинов племён мазингас и камбиндас, называемого нголо, или «танец зебр». Движения нголо изображают движения сражающихся между собой зебр и является своеобразным поединком молодых воинов племени, наградой в котором служит право взять в жены любую девушку племени без уплаты за неё выкупа. В настоящее время нголо можно отнести к современным региональным боевым искусствам, данный вид единоборства распространен только на территории Анголы.
Нголо получил достаточно широкое распространение в порту Бенгела, а затем и по всей Бразилии, развившись в стиль борьбы с применением одних только ног. Он применялся как в криминальном мире, так и в афробразильской среде — для атаки и для самообороны. Нголо и подобные ему культуры боевых искусств, по мнению некоторых ученых, могли быть использованы африканцами и афро-бразильцами для поднятия собственного духа и укрепления физического состояния в тяжелейших условиях рабовладельческой эксплуатации и жизни на плантациях. Выделились, со временем, три центра развития «нголо-капоэйры» — Ресифи, Рио-де-Жанейро, и территория всего штата Баия. В то время как в первых двух местах капоэйра была, скорее, жестокой нежели красивой, и игралась в основном без музыки, в Баии она становилась всё более и более ритуализированной игрой, с ярко выраженным музыкальным элементом действия. Всё, что нам известно о капоэйре из Рио-де-Жанейро в 1900-е годы и раньше, взято из полицейских хроник, и эти отчёты не указывают, использовалась ли музыка при занятиях капоэйрой или нет. Одно известно точно, что полиция разыскивала капоэйристов по музыкальным инструментам беримбау, называемых в сводках маримбау.
В настоящий момент основным мнением относительно основ Капоэйры Ангола является идея множественности источников получения знаний о формах боевых искусств. В пользу такого мнения его сторонники, как правило, приводят довод большого количества племенных культур Африки, вывезенных в Бразилию и фактической невозможности формирования новой субкультуры на основе только одной культурной формы существования.

### От нголо к современной капоэйре
Баианский стиль конца XIX — начала XX веков стал тем, что в настоящий момент называется Капоэйра Ангола. Этот термин изначально ввел Местре Пастинья в целях максимальной дифференциализации стиля со стилем Капоэйра Режионал, созданного Местре Бимбой в 1930-е годы. Местре Пастинья был основателем первой официально признанной государством Академии Капоэйры — порт. Centro Esportivo de Capoeira Angola, открытого в 1941 году — вскоре после признания капоэйры государством и разрешения на открытое практикование этого искусства. Сама академия получила признание государства в 1952 году.
С 1960-х годов теория происхождения Капоэйры Ангола от нголо получает все большее признание среди практикующих её людей, несмотря на то, что она не принята некоторыми капоэйристами. Некоторые книги, освещающие взгляды многих исследователей на происхождение этого вида искусства перечислены в сносках внизу статьи.
В то время, как практикующие баиянскую борьбу используют свои познания исключительно для боевого применения, элементы Капоэйры Ангола могут быть использованы без такового.
Со времени развития Капоэйры Режионал, практикуемой группой Capoeira Senzala в Рио-де-Жанейро, популярность Капоэйры Ангола медленно падала, ввиду появления нового более зрелищного и более жестокого стиля. Название стиля Режионал произошло из самоназвания стиля Местре Бимбы — порт. Luta Regional Baiana («Борьба региона Баия»). Фактически, стиль Режионал не несет такой историческо-культурной нагрузки и такого смысла, какой присутствует в Капоэйре Ангола. Одновременно с этим, после упадка и фактического кризиса 1970-80х гг., в настоящий момент Капоэйра Ангола переживает подъём, так как она несколько изменилась и, из-за этого, сумела «выжить».
К концу 1970-х гг. многие игроки Капоэйры Режионал начали искать контактов со старыми местре Анголы для того, чтобы найти корни своего искусства. Вследствие этого, Капоэйра Ангола испытала возврат популярности, за счет которого произошла некая переоценка ценности этого варианта Капоэйры в целом. Также этому способствовал тот факт, что Капоэйра начала приобретать массовую популярность вне Бразилии. В самой же Бразилии наблюдается определённое сопротивление и негативное отношение к проникновению в традиции населения моментов, связанных с африканскими традициями и культурой. Именно по этой причине иностранцы гораздо более интересуются Капоэйрой Ангола, нежели носители культуры — бразильцы.

## Местре Пастинья

Местре Пастинья (Висенти Феррейра Пастинья, 05.04.1889-13.11.1981) ведет роду на площади Пелуринью

Родоначальником преподавания Капоэйры Ангола по праву считается Местре Пастинья. Начав учиться этому искусству в 1899—1900 годах у Местре Бенедиту — чернокожего моряка, Пастинья стал великолепным капоэйристом. Его игра отличалась ловкостью, проворностью и хитростью. Пастинья был великим традиционалистом, отдавшим всю свою жизнь искусству капоэйры.
Я родился, чтобы выполнить предопределенную мне миссию заниматься капоэйрой, и я победил сотни противников. У меня занимались в общей сложности более чем 10 тысяч учеников. Через мою академию прошли разные люди: от солдата до полковника, от рабочего до писателя, от доктора до больного ребенка, которому нужны были упражнения, чтобы разработать суставы. Я до сих пор здесь благодаря воле Бога и я знаю, что Бог не оставит меня навсегда.
Перед смертью Местре Пастинья заявил, что два его лучших ученика — Местре Жоао Гранди и Местре Жоао Пекену — будут продолжать его миссию и обучать весь мир настоящей Капоэйре Ангола. Его слова оказались верны — в настоящее время Местре Жоао Пекено является самым авторитетным преподающим местре Капоэйры Ангола в Баии, а в Нью-Йорке Местре Жоао Гранди работает на ниве популяризации этого вида искусства.
Его вклад в развитие Капоэйры Ангола невозможно недооценить. Фактически, именно ему мир обязан тем фактом, что Капоэйра Ангола является той же, какой она и была с самого начала века.

## O Jogo De Capoeira Angola
Игра Капоэйры Ангола, или, как часто, на португальском, называют её сами капоэйристы, «o jogo de Capoeira Angola», является ритуализированной игрой-единоборством, играющейся двумя игроками в круге людей, известном как рода (порт. roda, произн. [рода]). Игра идет под музыкальное сопровождение, играемое оркестром, называемым «батерия», и образующим одну из сторон роды. Как правило, батерия состоит из других игроков, гораздо реже в неё приглашают специальных музыкантов. В игре нет официально проигравших или выигравших — в ней важен сам процесс, ценность её определяется красотой движений и мелодичностью батерии.

Целью, или примерной целью игры может явиться попытка игрока вывести из состояния равновесия или обозначение своего удара или серии ударов по корпусу напарника. Неконтролируемое падение, потеря равновесия служат признаком того, что игрок, скорее всего, слабее своего «камара» (порт. camara — друг, товарищ, приятель) — именно так часто называют своего соседа-товарища по игре капоэйристы. Так как капоэйра — бесконтактный вид боевого искусства, то удары наносятся достаточно редко, и, если такое происходит, то скорее всего, причины были очень весомые. 

Движение «Ау» в интерпретации Капоэйра Ангола

По словам Мештре Мураеш — одного из известнейших и уважаемых местре Капоэйры Ангола современности — единственной целью капоэйры является «только движение» (порт. movimento só).
Для самого Мураеша игра представляет собой расширение свободы одного из игроков за счет сокращения свободы передвижения в роде другого игрока, его оппонента. Капоэйра Ангола — неконтактный вид боевого искусства, и все удары и резкие выпады, потенциально способные нанести физический вред оппоненту, только обозначаются, не завершаясь.
Все движения в Капоэйре Ангола можно условно поделить на «закрытые» и «открытые». Первый вариант движений применяется при проведении собственной атаки и при защите от нападения оппонента, в то время, как второй тип более характерен для моментов, когда игрок «выманивает» оппонента или же, по некой иной причине, дает возможность атаковать себя. Пребывание в «закрытой» позиции, соответственно, означает закрытие возможности атаковать части тела, признанные в Капоэйре Ангола уязвимыми. «Закрытые» части тела (то есть, атака которых считается, как правило, не особо результативной или сложно осуществимой) — бедра, спина, ягодицы и руки. Зоны тела, признанные «открытыми» без надлежащей защиты, и поэтому особенно уязвимыми во время атаки — лодыжка, щиколотка, голова, желудок и живот, и гениталии.
Как правило, многие движения делаются с одной или обеими руками, стоящими на земле, и многие — с одной или обеими ногами, оторванными от пола. Возможно, эта особенность Капоэйры берет истоки из необходимости поиска дополнительной опоры для защиты от мощных атак с использованием обеих ног, называемых «растэйра» (порт. rasteira).

### Шамада
В культуре игры Капоэйры Ангола есть уникальный ритуал, известный под названием шамада (порт. chamada). Слово переводится на русский язык как «вызов». Тема вызова и соревнования пропитывает насквозь всю африканскую и афро-атлантическую культуру, находя себе выходы в таких культурных явлениях, как Самба ди рода, джаз и блюз.
Шамада — ритуал Капоэйры Ангола, когда один игрок бросает вызов другому, выполняя одно или несколько последовательных движений. Второй игрок подходит к первому, и оба двигаются синхронно на небольшом расстоянии друг от друга. Затем тот, кто бросил вызов, «разбивает» шамаду с помощью какого-нибудь движения, которое послужит проверкой знания, бдительности и способностей противника. Тот, кому был брошен вызов, уже ожидает подвоха. Он тоже знает, что это проверка. Это как раз тот момент, когда контроль над эмоциями играет очень важную роль.
 Шамада означает особый вызов в ходе игры, делаемый одним игроком, и подразумевающий немедленный ответ другого игрока, согласно общим правилам приличий и чести капоэйриста.
Вызов бросается игроком, сигнализирующим при помощи особого ритуала, как то — держание поднятой руки, или же держание обеих рук разведёнными в стороны. Также существуют некоторые другие позы, всего можно выделить до 6 поз входа в шамаду. При этом игрок, вызывающий на шамаду своего противника, смотрит на него, не отводя глаз. Отчасти это связано с самим фактом вызова, а отчасти — с соображениями элементарной безопасности, так как шамада всегда подразумевает особую опасность и прямую возможность атаки со стороны противника.
Такая последовательность движений выполняется в ходе игры Капоэйры Ангола, и имеет стратегическое значение, такое, как например, переламливание всего хода игры, или открытая демонстрация превосходства над вызывающимся на шамаду. Как и все остальные явления в Капоэйре Ангола, шамада может быть прекращена в любой момент, если любой из игроков почувствует в какой-то момент, что второй игрок беззащитен, и проведет молниеносный жесткий удар.
Существует расхожее выражение, что любое движение в Капоэйре Ангола — это шамада — вызов, требующий достойного ответа. Так или иначе, существуют несколько наиболее известных вариантов шамады:

#### «Стандартная» шамада
При принятии вызова, второй игрок, стараясь максимально осторожно передвигаться по роде, приближается на расстояние вытянутой руки к вызывающему, и принимает ответную позу. В большинстве случаев это «стандартная» шамада, самый известный её способ — одна или обе руки у игроков соединены между собой, оба игрока принимают положение, очень похожее на парный танец.
Следует своеобразный танец этой пары — три раза по три шага вперед и назад. Если удар не производится за этот промежуток времени, то вызывавший на шамаду игрок указывает рукой или кивком головы, в какую сторону должен выйти из шамады вызывавшийся — то есть, в какую сторону он должен направить свои движения после размыкания рук. Вполне возможно, что удар может быть нанесен и в этот момент — в роде нет определённых правил на этот счет.

#### «Нестандартные» шамады
Также существует много других вариантов шамады:
1. «стандартная шамада», однако, вызывающий стоит к вызываемому спиной.
2. шамада, когда игроки трижды, раз за разом, присаживаются на корточки и встают друг напротив друга, и на третий раз обычно следует удар вызывающего.
3. «стандартная» шамада, но голова вызываемого лежит на груди вызывающего. Следуют стандартные три шага и последующий выход из шамады.

### Ритуал игры
Классический ритуал игры в капоэйру начинается, когда два игрока выходят к батерии и садятся под беримбау. Один из игроков поет ладаинью (порт. ladainha), традиционную песню для начала игры. В ней описываются какие-либо сюжеты из жизни капоэйриста, его размышления о происходящем вокруг или же просто шутливая история.
Второй игрок может спеть ответную ладаинью. Если этого, по тем или иным причинам, не происходит, первый игрок начинает петь другой тип песни — курриду (порт. corrido бегущий), песню для выхода в игру. Затем соло передается одному из музыкантов батерии, и начинается игра.
Игра в капоэйру представляет собой перемещения игроков по роде, перемежающиеся такими движениями, как колеса, выход на руки, внезапные подсечки и круговые удары с акробатическими трюками. Игру высокого уровня сложности можно описать как спонтанный диалог между двумя телами игроков, наподобие джазовых музыкальных импровизаций — цель состоит не в уничтожении игры напарника, но в украшении её и стремлении превзойти. Восприимчивость, способность к такому диалогу очень важна.
Кен Доссар, учёный-исследователь капоэйры, пишет:

Цель игры для капоэйристов — использовать хитрость, коварство, ловкость и технику для того, чтобы «загнать» противника в такое положение, где у него не будет возможности защититься от последующего удара или подсечки. Пола можно касаться только руками, головой и ступнями. Если игрока сбили с ног подсечкой и он сел на пол, это примерно равно потере очка в соревнованиях. Вообще говоря, удары в капоэйре бесконтактны. Намеченный удар, который останавливается в нескольких миллиметрах от цели, наиболее красив, особенно если этот удар привел противника к беззащитному положению. Все удары, уходы, контрудары плавно перетекают в игре один в другой. Предоставляющаяся игрокам свобода импровизировать и создавать в игре разнообразые ситуации делает игру динамичной и неповторимой.

### О практике перевёрнутых положений в игре
Практика перевёрнутых положений в игре, равно как и в обычном положении, имеет глубокие религиозно-философские корни. Эти корни происходят из космологических мировоззрений африканцев племени баконго, которые были привезены в качестве рабов на территорию Бразилии и жили до этого на территории современного Конго и севера Анголы. Баконго верят в то, что под нашим миром существует мир мёртвых. Этот мир, по их преданию, точно такой же, как и наш, за исключением того, что в нём всё вверх ногами. За сутки Солнце проходит в обоих мирах — когда в нашем мире день, в мире мёртвых ночь, и наоборот. Это верование представлено символом, который выглядит как крест, который в достаточной мере похож на христианскую символику, поэтому эти два символа часто путают.
Каждый из четырёх лучей символизирует одно из четырёх положений Солнца — восход, зенит, закат и надир. Разделяет же мир живых и мир мёртвых Калунга (порт. Calunga) — бог моря. Такой крест капоэйристы достаточно часто чертят на земле, чтобы попросить защиты у предков. Впрочем, христианство также может иметь отношение к этому действию, всё, фактически, зависит от помыслов рисующего.
Описанное верование племени баконго также включает в себя веру в цикличность и непрерывность времени, которое можно выразить примерно так — мы живём во время Бога, а не в наше собственное время. Мы не можем иметь контроль над всем, что происходит в наших жизнях. Возможно, именно эта цикличность символически передается в действии, называемом «волта ау мунду» (порт. volta aо mundo — «вокруг света»), когда зрители и игроки, собравшиеся в роде, по команде ведущего батерию, не переставая петь, начинают движение вокруг роды.

### Элементы Капоэйры Ангола
Учёный Алехандро Фрихерио выделяет несколько элементов, которые являются совершенно неотъемлемыми для современной Капоэйры Ангола — коварство, взаимодополнение, красивые движения, медленный ритм, важность ритуальных аспектов и театральный аспект. Стоит пояснить о каждом из них более подробно.

#### Коварство (малисия)
Коварство, обычно называемое в Капоэйре «малисией» (порт. malicia), известное у афроамериканцев как «tricknology» или «oky-doke» в Капоэйре Ангола — суть умение хитрить, вводить партнера в заблуждение относительно ваших намерений и планов в игре. 

Один из аспектов малисии заключается в умении показать свою мнимую незащищенность и открытость для удара — так, чтобы противник, уверившись в вашем бессилии, попытался атаковать, и тогда изящно защититься и/или провести контратаку. Необходимо постоянно играть закрыто (порт. «fechado»), а внешне все должно производить впечатление открытой игры. Достаточное впечатление о том, что такое малисия, дает следующий видеоклип — «Capoeira Angola Conference L.A. 2004 — Malicia — Ade & Ichii».

#### Взаимодополнение
Игра Капоэйры — независимо от того, Ангола это, или Режионал — это игра с вашим противником, а не против его; ваши движения, фактически, должны дополнять движения противника, являться их продолжением. Сама идея похожа на cutting sessions в джазе, когда музыканты как бы соревнуются, пытаясь переиграть друг друа, однако же, истинной их целью является создание первоклассной музыки. Истинно общепринятое мнение, что хорошая игра в Капоэйре Ангола создается плавно перетекающими из одного в другое движениями, которые способствуют творческому взаимодействию, рамки которого по своей сути безграничны — вернее, ограничены лишь умением и способностями игроков.

#### Медленный ритм
Движения в Капоэйре Ангола обычно медленные и хорошо обдуманные, хотя в ходе игры идет постоянная импровизация. Как и во многих внутренних системах боевых искусств, таких, как Тайцзицюань, например, в Капоэйре Ангола также прорабатываются медленные ритмы и схематика движений. Считается, что, если ты можешь выполнить движение медленно и правильно, то сможешь выполнить его и быстро и эффективно впоследствии. При этом, во время обучения полностью соблюдается правило спонтанности и отсутствия т. н. «дорожек» — выученных и предсказуемых связок движений.

#### Важность ритуальных аспектов
Капоэйра Ангола — это, на первый взгляд, замысловатый ритуал, который скрывает в себе утонченные правила и достаточно сложные церемонии. Если игрок выказывает незнание или непочтение этих неписаных правил, то он считается плохим игроком, не получившим нужных знаний и воспитания в плане традиций Капоэйры Ангола и их уважения. Существуют также и персональные и религиозные ритуалы, имеющие собирательное название мандинга (порт. mandinga), которые предназначены для того, чтобы «закрыть тело» и защитить игрока от причинения ему какого-либо вреда.

#### Красота движений
Не достаточно просто выиграть поединок с вашим соперником — необходимо доказать собственное превосходство в мастерстве, причем сделать это надо с изяществом и «стильно». Подобное отношение к соревнованиям можно заметить также во многих других видах спрота, где участвуют чернокожие спортсмены — например, в баскетболе. Многие спортивные комментаторы не понимают сути этих действий и обвиняют, впоследствии, спортсменов в саморекламе и трюкачестве, в то время как спортсмен просто проявляет африканскую эстетику понимания красоты движения.

## Музыка
см. также: Песни Капоэйры
Капоэйра Ангола всегда играется под музыку. Это не случайный, но обязательный элемент игры. Причина кроется в том факте, что игра Капоэйра Ангола сама по себе — не игра только двух игроков, но и взаимодействие их с окружающими их игроками, составляющими роду и батерию, выраженное песнями, а также обязательная ритмичность их движений.
«Умение петь и отвечать… … это обязанность каждого капоэйриста. Неумение петь соло — это не дефект, но неумение отвечать вместе с хором — это большой недостаток. В батерии не должны находиться люди, которые не поют вместе с хором». 

 «Почему в песнях есть сюжет?.. …Для того, чтобы, когда в роду приходит представитель другой группы или мастер, импровизация предупреждала бы роду, нужно ли остановиться, или подбадривала бы продолжить игру».
Часто в тексте поющейся песни отражается ситуация, сложившаяся в этот момент вокруг и в роде, а также общие настроения игроков и всех поющих, содержатся наставления по игре. В тексте может содержаться призыв к играющим в данный момент в роде игрокам изменить ход игры, либо качество и сложность игры — в ту или иную сторону. В гораздо более активной форме, нежели может показаться незнакомому с капоэйрой человеку, сам ритм играющейся в роде музыки — уже призыв к каким-либо действиям. Так, например, ритм «Ангола» (Angola) будучи исполняемым батерией, призывает к более медленной, по сравнению с текущей, игре, и к менее агрессивным действиям. Другой ритм, известный как «Жогу джи Дентру» (порт. Jogo de Dentro) означает просьбу к игрокам уменьшить дистанцию и играть более плотно друг к другу. Все эти и многие другие ритмы, называемые «токеш» (порт. toques - звуки, мелодии) хорошо известны каждому капоэйристу, и практически никогда игра и музыка в роде не останавливаются, ритмы плавно сменяют друг друга.
В Капоэйре Ангола традиционно различается несколько типов песен; как правило, они принимают форму «восклицание и ответ». Так происходит, когда ведущий батерию запевает песню, и остальные музыканты и игроки отвечают «второй строчкой». Одним из самых ярких исключений из этого правила является ладаинья (порт. ladainha), слово, переводящееся как «литания», или «молитва». Это соло, обязательно начинающее роду Капоэйры Ангола, и после непременной интерлюдии, называемой шула переходит в другой стиль музыки, называемый корридуш. В шуле певец приветствует и оказывает почтение тем, кто заслужил огромное уважение, возносит молитвы, увещевает игроков. В шуле иногда могут содержаться предупреждения о степени искусности того или иного игрока. Наблюдающие и игроки отвечают солисту, повторяя вслед за ним каждую фразу.
Пение происходит всегда на португальском языке, вследствие происхождения Капоэйры, однако в стихах прослеживается сильное влияние Западно-Африканских и латиноамериканских диалектов и смысловых мотивов. В то время, как тематика песен довольно различна, много песен являются метафоричными (открыто или завуалированно), и иллюстрируют мировоззрение анголейруш (игроков Капоэйры Ангола) — как правило, небогатого чёрного мужчины-бразильца.
Качество играемой музыки не измеряется привычными в современном мире стандартами европейской музыки, но Беримбау настраиваются в унисон. Важнейшим в музыке Капоэйры Ангола является положительная энергия роды, которую анголейруш называют аше (порт. Axé, Aché), и которая занимает важное место в системе духовности Капоэйры Ангола. В силу этого, ритм и темп игры может сильно меняться за короткий промежуток времени.
Из устных сообщений о культуре капоэйры, согласно сообщениям исследователей, можно сделать вывод о глубокой религиозной духовности значения как всей капоэйры в прошлом, так и их музыкальных инструментов, все батерии, из-за практически полной корреляции количества и значения беримбау и атабаке в ритуальной динамике африканской языческой религии Кандомбле. В то же время, необходимо отметить нарочитую отделённость капоэйры от кандомбле, проявляемую, например, в полной инверсии значения и роли звучания всех трёх основных атабаке в батерии капоэйры,в отличие от их роли в мистериях кандомбле.

### на русском
- Русскоязычное ЖЖ-сообщество, посвященное капоэйре. Дата обращения: 24 мая 2007. Архивировано 28 января 2012 года.
- Русскоязычное ЖЖ-сообщество, посвященное уличной роде в Москве. Roda de Rua. Дата обращения: 24 мая 2007. Архивировано 28 января 2012 года.
- Школа Capoeira Angola Palmares в Москве. Capoeira Angola Palmares Russia. Дата обращения: 14 мая 2013. Архивировано из оригинала 22 мая 2013 года.

### ссылки на иностранных языках
- сайт ICAF, основанной Местре Кобра Манса. International Capoeira Angola Foundation. Дата обращения: 24 мая 2007. Архивировано 28 января 2012 года.

- интервью с [[Местре Жоао Гранди]] на NPR (а также ссылки на музыку и видео). Дата обращения: 24 мая 2007. Архивировано 28 января 2012 года.

- Видеозапись игры Капоэйра Ангола ([[QuickTime#QuickTime file format|.mov]] format). Дата обращения: 24 мая 2007. Архивировано 28 января 2012 года.

- Видеозапись игры Капоэйра Ангола, классическая медленная игра на YouTube
- Местре Кобра Манса и Эспирро Мирин. Видеозапись игры Капоэйра Ангола на YouTube
- Instituto Nzinga de Capoeira Angola (INCAB). Институт изучения Капоэйры Ангола. Дата обращения: 24 мая 2007. Архивировано 28 января 2012 года.

#### Сайты групп и центров Капоэйры Ангола
- группа «Capoeira Angola Palmares», Местре Нозиньо в Москве.
- группа «FICA Moscou» — «Fundação Internacional de Capoeira Angola», Местре Кобра Манса в Москве.
- группа «Capoeira Angola em Samara» в Самаре.
- группа «Filhos de Angola», Местре Лаэрсио в Москве.
- группа «Filhos de Angola», международный сайт (порт.).
- группа «Filhos de Angola» (недоступная ссылка), Местре Лаэрсио в Уфе.
- группа «Capoeira Angola Sao Petersburgo»
- Capoeira Mannheim «Germany». Сайт группы из [[Маннхайм]]а, [[Германия]]. Дата обращения: 24 мая 2007. Архивировано 28 января 2012 года.
- Academia Jangada em Berliem. Capoeira Angola в Германии. Дата обращения: 24 мая 2007. Архивировано 28 января 2012 года.
- Grupo de Capoeira Angola «Ypiranga de Pastinha». Бразильская группа Capoeira Angola. Дата обращения: 24 мая 2007. Архивировано 28 мая 2002 года.
- Centro de Capoeira Angola Mestre João Grande. Центр Капоэйры Ангола [[местре Жоао Гранди]], Бразилия. Дата обращения: 24 мая 2007. Архивировано 28 января 2012 года.

- FICA — Fundação Internacional de Capoeira Angola:
  - FICA на португальском
  - FICA на английском
- Associação de Capoeira Angola Dobrada (нем.)
- Capoeira Angola animation detailing it’s history — видеозаписи игры Капоэйра Ангола. Детские роды капоэйра) (англ.)
- Grupo de Capoeira Angola N’Golo
- Grupo de Capoeira Semente do Jogo de Angola — Mestre Jogo de Dentro
- Grupo de Capoeira Angola Menino de Arembepe (порт.)